# تدلي الجفن
تدلي الجفون (تدلي الجفون من اللغة اليونانية أو πτῶσις، إلى «سقوط») وهو (انخفاض) في الجفن العلوي أو السفلي. وقد يكون الانخفاض أسوأ بعد أن يكون الشخص متيقظا لفترة طويلة، حيث تكون العضلات الفردية متعبة. هذه الحالة تسمى أحيانا «العين الكسولة»، ولكن هذا المصطلح يشير في العادة إلى الغمش.و إذا كان الغمش شديدا بما فيه الكفاية وترك دون علاج، يمكن أن يسبب انخفاض الجفن حالات أخرى، مثل الغمش أو اللابؤرية (الاستجماتيزم). وهذا السبب من الأهمية بمكان لعلاج هذا الخلل في الأطفال في سن مبكرة، قبل أن قد يؤثر سلبا على تطور الرؤية.

## علم أصل الكلمة(التأثيل)
تدلي الجفون، مشتق من الصياغة اليونانية (πτῶσις) «سقوط»، ويتم تعريفه على أنه «انخفاض غير طبيعي أو هبوط في عضو أو جزء من الجسم.»

## الأسباب

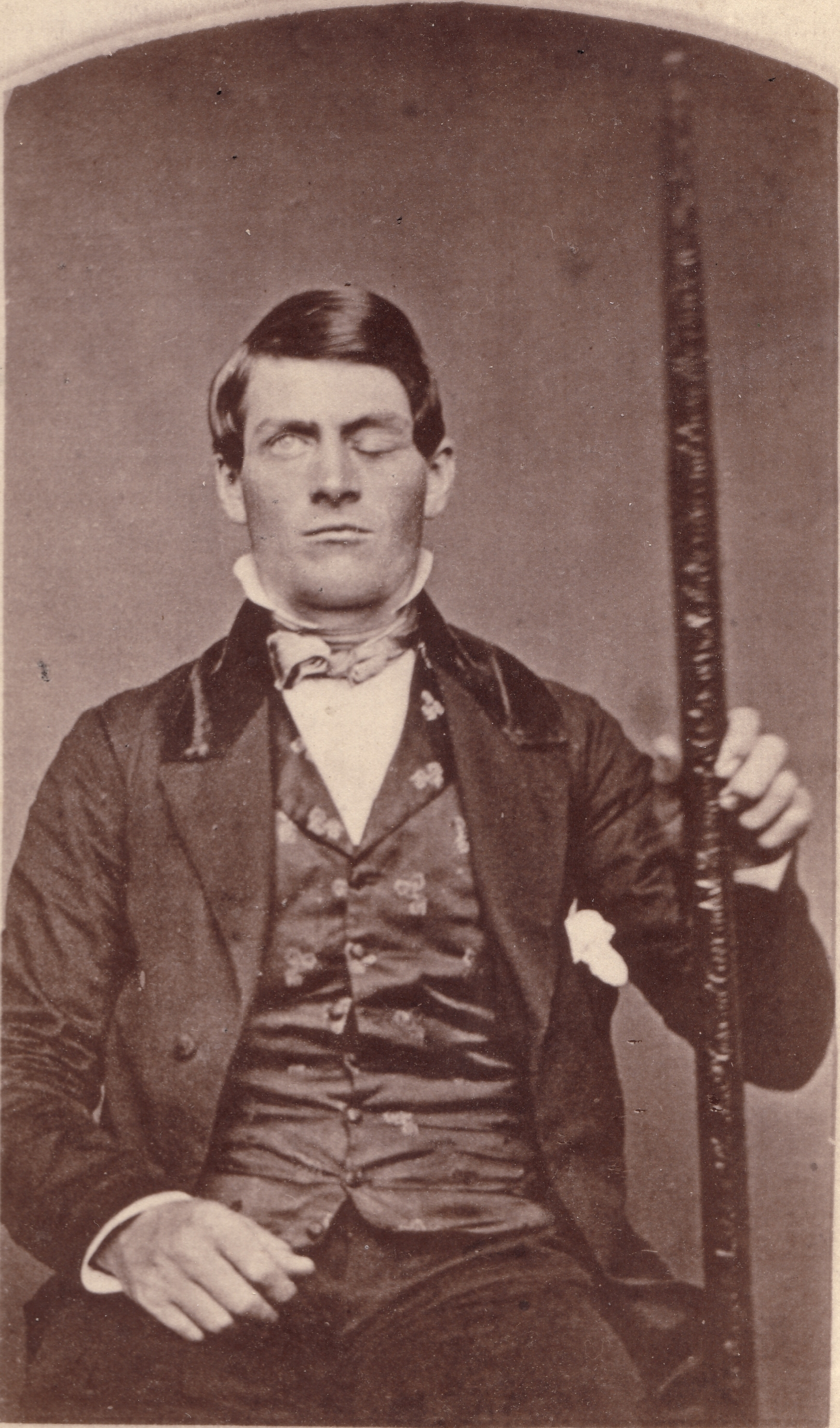
فينياس غيج يعرض تدلي الجفون بعد اصابته الشهيرة في الدماغ

تدلي الجفون يحدث حينما تكون العضلات التي ترفع الجفن (العضلة الرافعة وعضلة مولر) ليست بالقوة الكافية للقيام بذلك بشكل سليم. ويمكن أن يؤثر هذا في عين واحدة أو كلتا العينين وهو أكثر شيوعا في المسنين، إذ ان العضلات في الأجفان قد تبدأ في التدهور. يمكن للمرء ان يولد مع تدلي الجفون. ويكون تدلي الجفون الخلقي وراثيا في ثلاثة أشكال رئيسية. أسباب تدلي الجفون الخلقية لا تزال مجهولة. قد يكون تدلي الجفون ناجما من الأضرار والصدمات في العضلات التي ترفع الجفن أو الأضرار التي لحقت العقدة الحساسة العنقية العلوية أو ضرر في العصب (العصب القحفي الثالث (العصب المحرك للعين)) الذي يسيطر على هذه العضلات. مثل هذا الضرر قد يكون علامة أو عرض لأحد الأمراض الكامنة مثل داء السكري وورم الدماغ وورم بانكوست (رأس الرئة) والأمراض التي قد تسبب ضعفا في العضلات وتلف الأعصاب، مثل الوهن العضلي الشديد. بالإضافة إلى ان التعرض للمواد السامة في بعض سموم الثعابين، مثل ثعبان المامبا السوداء السامة قد يسبب هذا التأثير.
يمكن أن يحدث تدلي الجفون بسبب السفاق في العضلة الرافعة أو التشوهات العصبية أو الصدمات أو الالتهابات أو التقرحات في جفن العين أو محجر العين. قد تحدث الاختلالات في العضلات الرافعة قد تنيجة الافتقار إلى الاتصالات العصبية التي يتم إرسالها إلى المستقبلات بسبب الأجسام المضادة التي تهاجم بدون داع وتقضي على الناقل العصبي.
قد يعزى تدلي الجفون إلى سبب عضلي أو عصبي أو سفاقي أو ميكانيكي أو صدمة، وهذا عادة ما يحدث منعزلا، ولكن قد يترافق مع ظروف أخرى شتى، مثل الاضطرابات المناعية أو التنكسية أو الوراثية أو الأورام أو الالتهابات 
تدلي الجفون المكتسب أكثر شيوعا بسبب تدلي الجفون السفاقي. ويمكن ان يحدث هذا كنتيجة للشيخوخة أو التفزر أو الانفكاك من سفاق العضلة الرافعة. وعلاوة على ذلك، يمكن للالتهابات المزمنة أو لعملية جراحية داخل مقلة العين ان تؤدي إلى التأثير نفسه. ويعتقد كذلك ان استخدام العدسات اللاصقة لفترات طويلة من الزمن له تأثير معين على تطور هذه الحالة.
ويعتقد ان تدلي الجفون العصبي الخلقي قد يسببه متلازمة هورنر. وفي هذه الحالة، قد يترافق تدلي الجفون المعتدل مع تدلي الجفون الجانبي وقزحية العين ونقص تصبغ الهالة واللا تعرق نتيجة لشلل جزئي في عضلة مولر. متلازمة هورنر المكتسبة من الممكن ان تنتج بعد الصدمة واذى الأورام أو حتى أمراض الأوعية الدموية.
تدلي الجفون الناتج بسبب صدمة نفسية قد ينشأ بعد تهتك الجفن مع عمليات رافعات الجفن العلوي أو اضطراب المدخلات العصبية.
ومن الأسباب الأخرى لتدلي الجفون تتضمن الأورام الخبيثة في الجفن أو الأورام الليفية العصبية أو الدمل بعد الالتهابات أو الجراحة. وكذلك فان تدلي الجفون المعتدل قد يحدث مع تقدم العمر.

### العقاقير
استخدام جرعات عالية من العقاقير أفيونية المفعول مثل أوكسيكودون والمورفين أو الهيدروكودون قد يسبب تدلي الجفون وهذا هو أحد الآثار الجانبية الذي عادة ما يشاهد في حالات إساءة استعمال العقاقير مثل ثنائي أسيتيل مورفين (الهيروين)  بريغابلين (ليريكا) الذي كان معروفا أيضا كسبب لتدلي الجفون المعتدل.

## التصنيف
بالاعتماد على السبب يمكن تصنيف تدلي الجفون إلى:
- تدلي الجفون العصبي الذي يتضمن شلل العصب المحرك للعين ومتلازمة هورنر ومتلازمة غمز الفك ماركوس غان والعصب القحفي الثالث خاطيء الاتجاه.
- تدلي الجفون العضلي الذي يتضمن الوهن العضلي الشديد والضمور العضلي والاعتلال العضلي العيني وتدلي الجفون الخلقي البسيط ومتلازمة تضيق الأجفان
- تدلي الجفون السفاقي الذي قد يكون التفافيا أو بعد الجراحة.
- تدلي الجفون الآلي الذي يحدث كنتيجة لصدمة نفسية أو استسقاء أو الأورام التي تصيب الجفن العلوي
- تدلي الجفون السمي العصبي وهو أحد الأعراض الكلاسيكية للتأثر بزعاف الحشرات [9] من قبل الزواحف السامة مثل الكوبرا [10] أو كريتس.[11] ويترافق تدلي الجفون الثنائي عادة مع ازدواجية الرؤية وعسر البلع و/ أوالشلل العضلي التدريجي. وبغض النظر فان تدلي الجفون السمي العصبي هو مقدمة للقصور التنفسي والاختناق في نهاية المطاف بسبب الشلل التام في الحجاب الحاجز الصدري. ولذا فهو حالة طبية طارئة ويلزمها معالجة فورية.
- تدلي الجفون الزائف بسبب: 1-الافتقار لدعم الجفن: المحجر الفارغ أو الكرة الضامرة. 2 - موضع الجفن العالي في الجانب الآخر: كما هو الحال في تقلص الجفن

## علم الأمراض
الوهن العضلي الشديد هو تدلي الجفون العصبي الشائع والذي يمكن تصنيفه أيضا مثل تدلي الجفون العصبي العضلي لأن موضعه في علم الأمراض عند الوصل العصبي العضلي. وقد أظهرت الدراسات أن حوالي 70 ٪ من مرضى الوهن العضلي الشديد يظهر لديهم تدلي الجفون، و90 ٪ من هؤلاء المرضى ستتطور حالتهم في نهاية المطاف إلى تدلي الجفون. وفي هذه الحالة، يمكن أن يكون تدلي الجفون انفرادي أو ثنائي اما حدته فتميل إلى أن تكون متذبذبة أثناء اليوم، وذلك بسبب عوامل متعددة مثل الإعياء أو تأثير المخدرات. ويتميز هذا النوع المعين من تدلي الجفون عن غيره بإمكانية المساعدة من اختبار التحدي تانسيلون وتحاليل الدم. وكذلك فان الشيء الدقيق من الوهن العضلي الشديد يتمثل في حقيقة أن البرودة تثبط من نشاط إنزيم الكولينستراز الذي يجعل من الممكن تمييز هذا النمط من تدلي الجفون من خلال تطبيق الجليد على الجفون. من المرجح جدا ان المرضى الذين يعانون من تدلي الجفون الوهني العضلي لا يزالون يواجهون التغيير فيما يتعلق بانخفاض الجفن في ساعات مختلفة خلال اليوم.
إن تدلي الجفون الناجم عن شلل جزئي في محرك العين يمكن ان يكون انفراديا أو ثنائيا، كما ان النواة الجزئية للعضلة الرافعة مشتركة وبنية خط الوسط في جذع الدماغ. من المرجح جدا أن تؤدي حالات الشلل الجزئي التي حدثت بواسطة الضغط على العصب من الأورام أو تمدد الأوعية الدموية إلى استجابة غير طبيعية حليمية مماثلة وبؤبؤ اوسع. تتسم جراحة شلل العصب الثالث بظهور مفاجيء لتدلي الجفون من جانب واحد والموسع أو البؤبؤ الكسول في الاستجابة للضوء.في هذه الحالة ينبغي الأخذ بالاعتبار اختبارات التصوير مثل التصوير المقطعي أو صور الرنين المغناطيسي. شلل العصب الثالث الطبي على عكس شلل العصب الثالث الجراحي، عادة لا يؤثر على البؤبؤ كما أنه يميل إلى التحسن التدريجي في غضون عدة أسابيع. وينظر في الجراحة لتصحيح تدلي الجفون بسبب شلل العصب الثالث الطبي فقط إذا كان تحسن تدلي الجفون أو حركية العين غير مرضية بعد نصف عام.. المرضى الذين يعانون من شلل العصب الثالث يميلون إلى تضاؤل أو غياب وظيفة العضلة الرافعة.
عندما ينتج تدلي الجفون عن متلازمة هورنر فإنه يترافق عادة مع انقباض حدقة العين أو اللا تعرق. في هذه الحالة، يرجع تدلي الجفون كنتيجة لانقطاع الأعصاب للعضلة الارادية الآلية مولر بدلا من عضلة الجفن الرافعة العلوية الجسدية. بهذه الحالة عادة يتأثر موقع الجفن وحجم البؤبؤ وتدلي الجفون يكون معتدلا بصفة عامة، لا يزيد عن 2 ملم. قد يكون البؤبؤ أصغر على الجانب المصاب بالمرض. في حين أن 4 ٪ الكوكايين المغروس في العيون يؤكد تشخيص الحالة بأنها أعراض متلازمة هورنر، قطرات العين هيدروكسي أمفيتامين يمكنها تمييز مكان الإصابة.
شلل العين الخارجي المزمن التدريجي هو الحالة الجهازية التي تحدث بشكل مفاجئ والتي تؤثر عادة فقط على موضع الجفن وحركة العين الخارجية دون إشراك حركة البؤبؤ. هذه الحالة تمثل حوالي 45 ٪ من حالات تدلي الجفون العضلية. وبسبب هذا المرض فان معظم المرضى يصابون بهذا المرض في مرحلة البلوغ. خصائص تدلي الجفون الناتجة عن هذه الحالة هي حقيقة ان الوقاية العالية المتداولة في مقلة العين عندما يتم إغلاق الجفون رديئة جدا.

## العلاج
تدلي الجفون السفاقي والخلقي يتطلب التصحيح الجراحي إذا كان وخيما بما فيه الكفاية ليتداخل مع الرؤية أو إذا كان التجميل هو أحد الشواغل. العلاج يعتمد على نوع تدلي الجفون وعادة ما يتم تنفيذه عن طريق الجراحة البلاستيكية (التجميلية) العينية والجراح المختص بإعادة البناء والمتخصص في أمراض ومشاكل الجفن.
وتشمل العمليات الجراحية:
- بتر العضلة الرافعة
- بتر عضلات مولر
- عملية الحبال الجبهية

ويمكن أيضا استخدام أساليب غير جراحية مثل استخدام «دعامة» النظارات أو العدسات اللاصقة الصلبوية الخاصة لدعم الجفن.
اما تدلي الجفون الذي يسببه مرض يتحسن إذا تم التعامل مع المرض بنجاح.

## وصلات خارجية
- intelihealth
- جوزيف فينستر، تدلي الجفون: الأسباب والعروض والإدارة، اسيث. بلاست. سورغ. 27:193–204, 2003
- فيديو يوتيوب يظهر عملية جراحية لتدلي الجفون وبسرعة عالية على يوتيوب
- تعريف تدلي الجفون